# Amorphe Polyalphaolefine
Amorphe Polyalphaolefine (APAO, auch ataktische Polyalphaolefine) werden durch Polymerisation von α-Olefinen wie 1-Buten mit z. B. Ziegler-Katalysatoren hergestellt. Diese Polymere sind im Gegensatz zu anderen Polyolefinen (z. B. isotaktischem Polypropylen, iPP) völlig amorph, da nicht kristallisierfähig. Sie werden zur Herstellung von Schmelzklebstoffen (Hot Melts) und Haftschmelzklebstoffen eingesetzt. Das Hauptmonomer für diese Anwendungen ist Propylen. Die eingesetzten α-Olefine können zum Beispiel nach dem SHO-Prozess gewonnen werden.
APAOs haben gute Klebeeigenschaften auf unpolaren Oberflächen und sind resistent gegenüber hohen und tiefen Temperaturen sowie dem Einfluss von Feuchte. Typische Molmassen von APAOs liegen zwischen 10 und 20.000 g/mol.
Die Hauptanwendungsbereiche der APAO finden sich als Schmelzklebstoff in der Verpackungsindustrie, in der Hygieneindustrie zum Beispiel als Klebstoff für Windeln und in der holzverarbeitenden Industrie.